# LDS F1
 LDS  va ser un equip sud-africà de cotxes de competició que va arribar a disputar curses a la Fórmula 1.
L'escuderia deu al seu nom a les inicials del seu fundador, el pilot sud-africà Louis Douglas Serrurier, que va formar un equip per prendre part de les curses de Fórmula 1 que es disputaven al seu país.
Van prendre part del Gran Premi de Sud-àfrica en 5 temporades diferents (1962-1963, 1965 i 1967-1968) amb un total de 7 presències de monoplaces LDS a la graella de sortida.
Els vehicles van ser pilotats pels pilots sud-africans Doug Serrurier (en 3 ocasions), Sam Tingle (en 3 ocasions) i Jackie Pretorius (en una ocasió), no aconseguint cap d'ells cap punt pel campionat del món de la F1.

## Resum
- Curses disputades:  7
- Victòries: 0
- Podiums: 0
- Punts: 0